# Jaar van het Religieus Erfgoed
Het jaar 2008 is door de Stichting Kerkelijk Kunstbezit Nederland en de provinciale Steunpunten Monumentenzorg en Archeologie uitgeroepen tot Jaar van het Religieus Erfgoed en wordt ondersteund door diverse instellingen en organisaties als kerken en musea. Op 17 januari 2008 vindt de opening plaats van het Jaar van het Religieus Erfgoed in de Heilig-Kruiskapel te Utrecht.

## Achtergrond
Het doel van 2008 Jaar van het Religieus Erfgoed is om door middel van (brede en specifieke) publieksgerichte activiteiten de belangstelling voor en kennis van het religieus erfgoed in Nederland te vergroten en op die manier een duurzame toekomst voor het religieus erfgoed binnen onze huidige dynamische samenleving te bevorderen.

## Programma
Uitgangspunten van de programmering zijn:
- Verbeteren van zichtbaarheid en toegankelijkheid van het religieus erfgoed
- Bevorderen van cultuurparticipatie
- Mobiliseren van menselijk kapitaal
- Deskundigheidsbevordering.

## Verwante onderwerpen
- Religie
- Cultureel erfgoed
- Kerk
- Kunst